# OTC Markets Group
A OTC Markets Group (anteriormente conhecido como Pink Sheets LLC), é um mercado financeiro dos Estados Unidos que fornece informações sobre preços e liquidez para quase 10.000 títulos (OTC) de valores mobiliários. O grupo tem sua sede em Nova Iorque. Os valores mobiliários negociados, são organizadas em três mercados para informar os investidores sobre oportunidades e riscos: OTCQX, OTCBB e OTC Pink.

## Ligação externa
- «Sítio oficial» (em inglês)
- SEC information about OTC Markets (em inglês)
- SEC Listing and Delisting Requirements (em inglês)